# Петрешть (Арджеш)
Петрешть, Петрешті (рум. Petrești) — село у повіті Арджеш в Румунії. Входить до складу комуни Кошешть.
Село розташоване на відстані 116 км на північний захід від Бухареста, 20 км на північ від Пітешть, 116 км на північний схід від Крайови, 88 км на південний захід від Брашова.

## Населення
За даними перепису населення 2002 року у селі проживали 945 осіб, усі — румуни. Усі жителі села рідною мовою назвали румунську.